# In- och utresesystemet
In- och utresesystemet (engelska: Entry/Exit System, EES) är ett datasystem som är under uppbyggnad inom Schengensamarbetet. Systemet kommer att digitalisera dagens in- och utresestämplar som placeras i resehandlingarna (pass) för tredjelandsmedborgare som inte åtnjuter fri rörlighet eller innehar ett uppehållstillstånd.
Med det nuvarande stämpelsystemet placeras en inresestämpel i passet varje gång en tredjelandsmedborgare reser in i Schengenområdet för en kortare vistelse (maximalt 90 dagar under en 180-dagarsperiod). Vid utresa kontrolleras att personen i fråga inte har uppehållit sig i Schengenområdet längre än tillåtet och därefter placeras en utresestämpel i passet. Eftersom det inte finns något gemensamt register över in- och utresestämplarna, går det inte att identifiera personer som uppehåller sig i Schengenområdet längre än vad de får förrän de själva försöker att resa ut ur området.
In- och utresesystemet kommer att möjliggöra för de nationella myndigheterna att kontrollera vilka personer som uppehåller sig för länge inom Schengenområdet eftersom all information om in- och utresor kommer att lagras i en gemensam databas, istället för, som idag, i form av stämplar i passen. Systemet kommer även innehålla information om tredjelandsmedborgare som har nekats inresa av en medlemsstat. Det planeras också att snabba upp passkontrollen vid flygplatserna eftersom systemet tar fram uppgifter automatiskt och ger klartecken snabbt.
Förslaget om inrättandet av ett europeiskt in- och utresesystem godkändes av Europaparlamentet och Europeiska unionens råd i november 2017. Förordningen som inrättar systemet utfärdades den 30 november 2017, men efter flera förseningar i driftstarten av systemet är det fortfarande oklart när systemet kommer att kunna tas i drift. Dock förväntas systemet tas i bruk någon gång under 2025. I november 2022 varnade flera nationella myndigheter i bland annat Slovenien, Tyskland och Österrike om att in- och utresesystemet kommer att medföra kraftigt förlängda köer vid gränsövergångsställen till följd av att det kommer ta längre tid för varje resenär att passera igenom. Exempelvis befarar Eurotunnel att det kommer att ta sju minuter att registrera resenärerna i en fullsatt bil.